# NGC 4493-2
NGC 4493-2 is een compact sterrenstelsel in het sterrenbeeld Maagd. Het hemelobject werd op 22 maart 1865 ontdekt door de Duitse astronoom Albert Marth.

## Synoniemen
- MCG 0-32-17
- ZWG 14.56
- NPM1G +00.0377
- PGC 1170468